# Kiran Amegadjie
Kiran Amegadjie (Hinsdale, 1º febbraio 2002) è un giocatore di football americano statunitense che milita nel ruolo di offensive tackle per i Chicago Bears della National Football League (NFL).

## Carriera universitaria
La prima stagione di Amegadjie a Yale nel 2020 fu cancellata causa della pandemia di COVID-19. Nel 2021 disputò tutte le partite come guardia destra titolare. Nel 2022 giocò dieci gare come tackle sinistro titolare, venendo inserito nella formazione ideale della Ivy League. Nel 2023 disputò solamente quattro partite a causa di un infortunio che richiese un’operazione chirurgica. A fine anno decise di passare tra i professionisti.

## Carriera professionistica

### Chicago Bears
Amegadjie fu scelto nel corso del terzo giro (75º assoluto) del Draft NFL 2024 dai Chicago Bears. Nella sua prima stagione disputò sei partite, di cui una come titolare.